# Schouwen-Duiveland

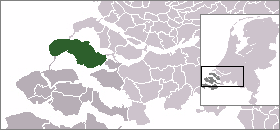
läge i Zeeland

Schouwen-Duiveland är en kommun i provinsen Zeeland i Nederländerna. Kommunens totala area är 488,65 km² (där 257,58 km² är vatten) och invånarantalet är på 34 505 invånare (2005).

## Galleri

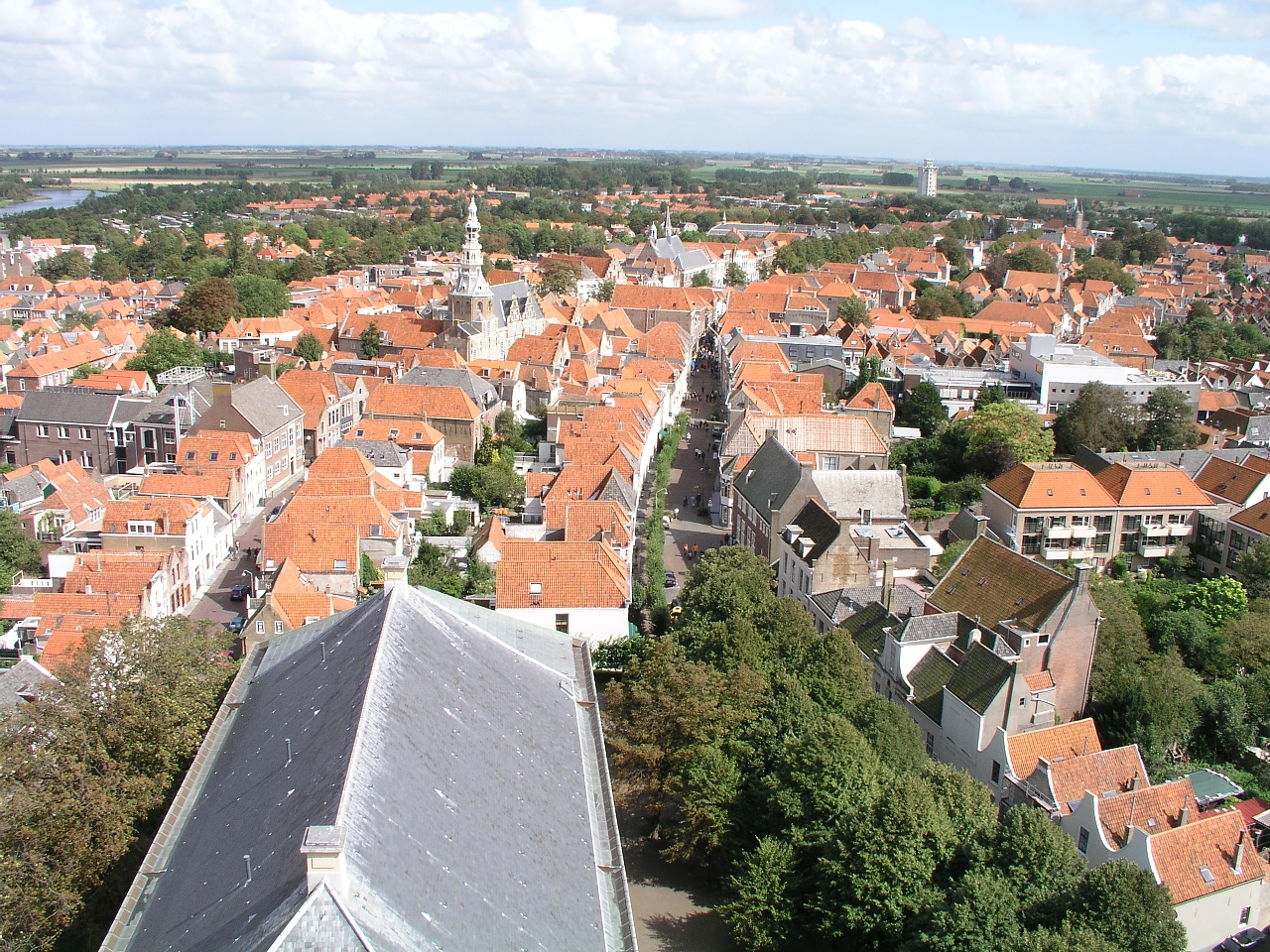
Utsikt från Monstertoren i Zierikzee
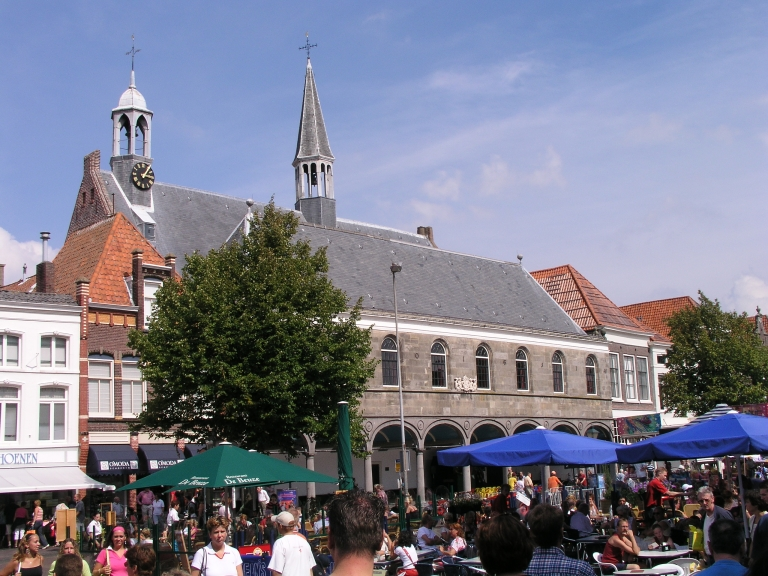
Gasthuiskerk i Zierikzee